# Frans Halsplein (Haarlem)

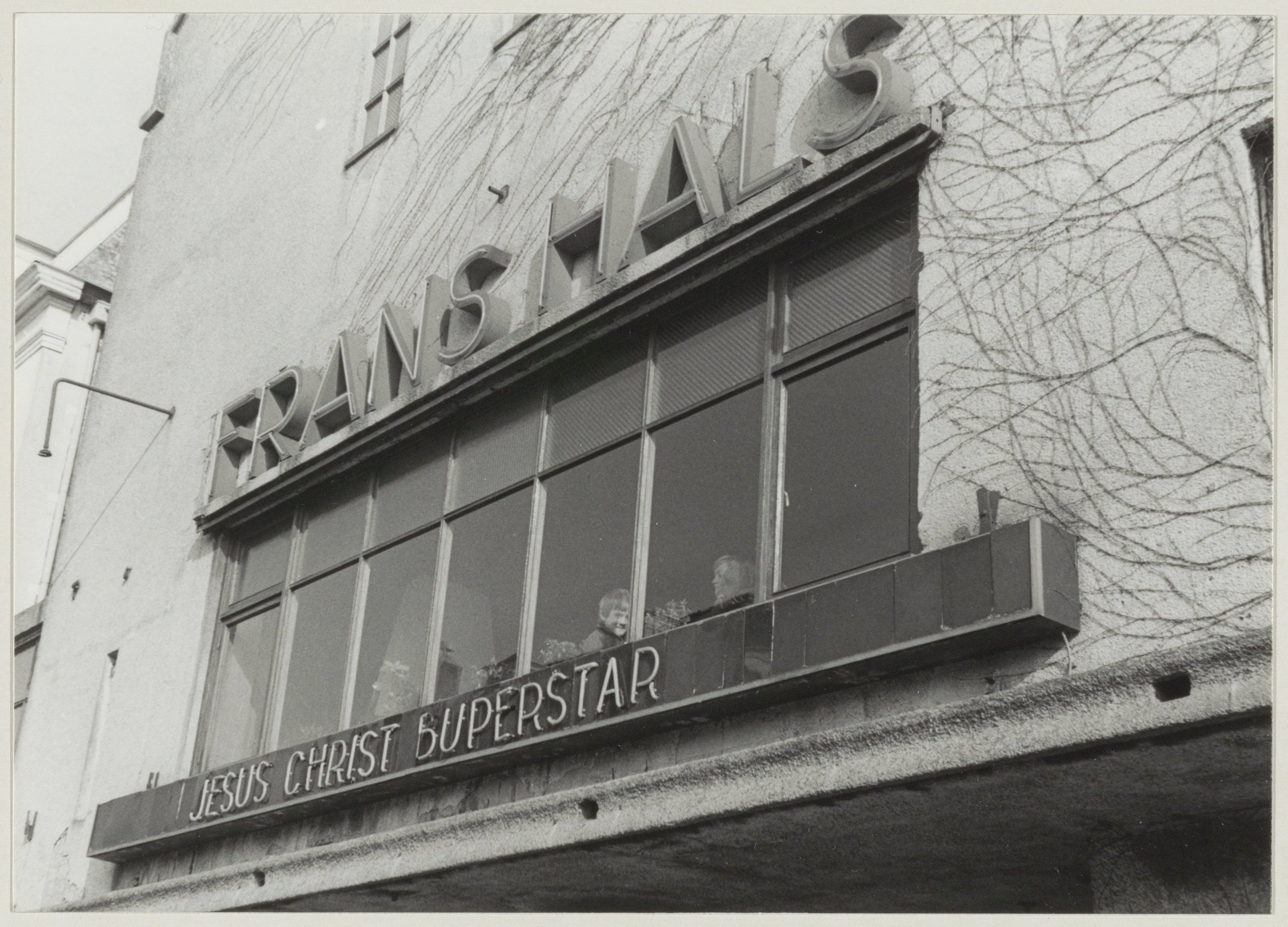
Voorgevel van de Frans Halsbioscoop. Jesus Christ Superstar, de laatste film in het Frans Halstheater, het gebouw is verkocht aan de Gereformeerde kerk.

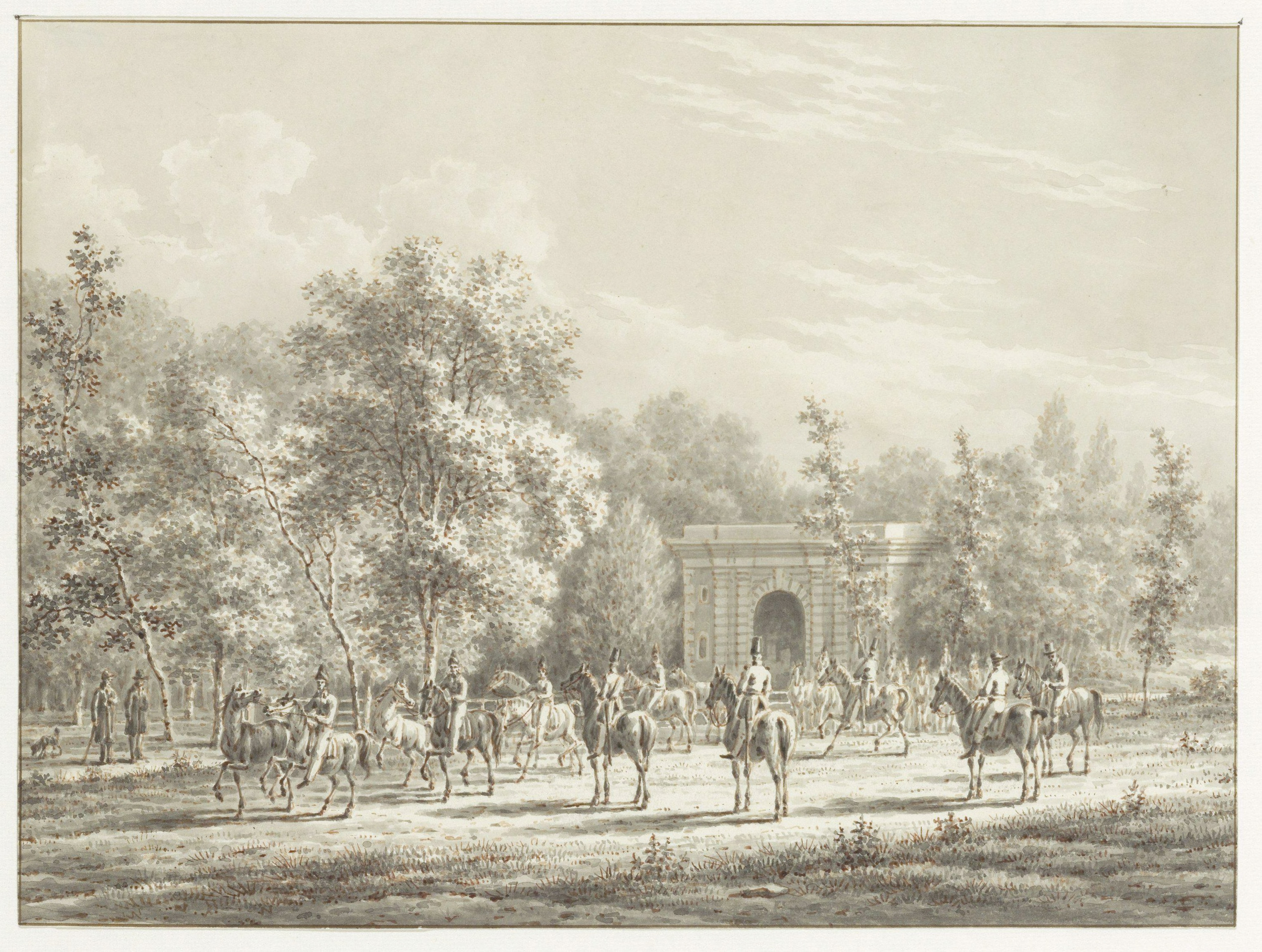
Gezicht op het exercitieveld der huzaren bij de Nieuwpoort, thans Frans Halsplein

Het Frans Halsplein is een plein in Haarlem in de Frans Halsbuurt die zijn vernoemd naar de Vlaamse kunstschilder Frans Hals. De eerste beginselen van het plein zijn in de negentiende eeuw aangelegd toen het dienst deed als exercitieveld. Het plein ligt net ten noorden van Station Haarlem en ligt op een belangrijke route richting en van Haarlem-Noord. Het plein is door middel van de Kennemerbrug verbonden met het Kennemerplein, dat achter het station is gelegen. Deze brug ligt ruwweg op de plaats waar de Kennemer- of Nieuwpoort stond, de voormalige noordelijke stadspoort van Haarlem. 
Bij de bushalte aan het plein stopt stadslijn 3, en hiernaast wordt deze halte bediend door de Nightliner 80 en de 568. Tussen 1913 en 1948 reed over het plein tramlijn 1 van de Haarlemse tram tussen Soendaplein en Heemstede.
Aan het Frans Halsplein lag de Frans Halsbioscoop deze is omstreeks 1987 verkocht aan de gereformeerde kerk die hier de Fonteinkerk startte.